# Cliona raromicrosclera
Cliona raromicrosclera är en svampdjursart som först beskrevs av Dickinson 1945.  Cliona raromicrosclera ingår i släktet Cliona och familjen borrsvampar.
Artens utbredningsområde är Kalifornien. Inga underarter finns listade i Catalogue of Life.